# Augochloropsis cleopatra
Augochloropsis cleopatra là một loài Hymenoptera trong họ Halictidae. Loài này được Schrottky mô tả khoa học năm 1902.